# Dissection
I Dissection sono stati un gruppo black/death metal svedese, fondato nel 1989 dal chitarrista e cantante Jon Nödtveidt e dal bassista Peter Palmdahl. Si sono sciolti definitivamente nel 2006 in seguito alla scomparsa di Nödtveidt, unico membro fisso della formazione, morto suicida nell'agosto di quell'anno.

## Storia

### Gli inizi e il primo album

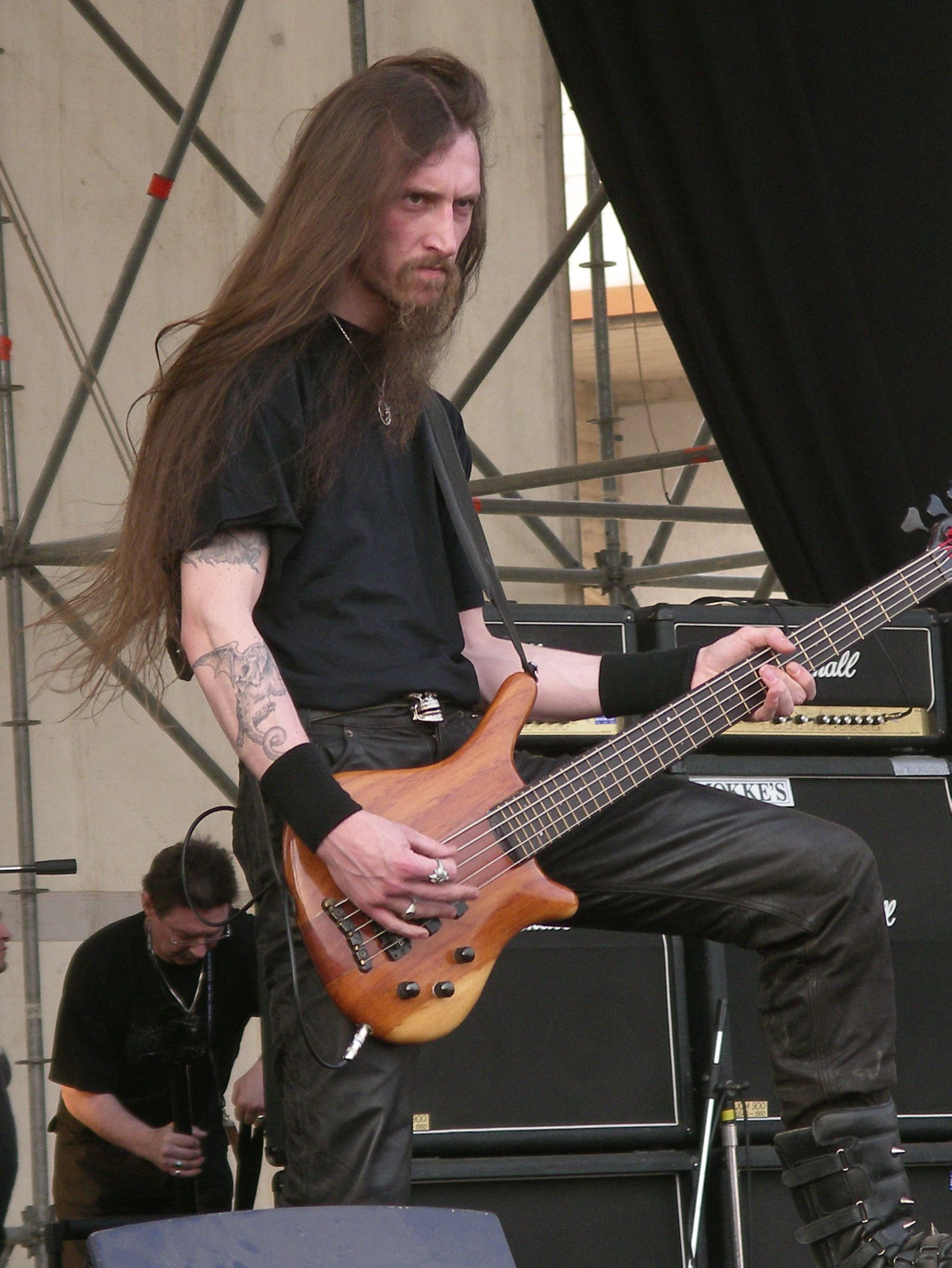
Brice Leclercq

Le radici dei Dissection risiedono nei Siren's Yell, un gruppo thrash metal fondato a Strömstad nel 1988 da Nödtveidt, Palmdahl e dal batterista Ole Öhman assieme al chitarrista Mattias Johansson. I quattro, influenzati da gruppi molto differenti come Candlemass e Slayer, registrarono un demo prima di sciogliere il complesso nel 1989, quando Öhman uscì dal gruppo. Nei mesi successivi Nödtveidt entrò a far parte dei Rabbit's Carrot, band che comprendeva lo stesso Öhman alla batteria. Con l'ingresso di Nödtveidt il sound del complesso iniziò ad evolversi dal thrash al death metal, ma presto sia Nödtveidt sia Öhman uscirono dai Rabbit's Carrot, volendo creare una musica più oscura e estrema. Nell'autunno 1989 Nödtveidt diede quindi vita a un nuovo progetto musicale, i Dissection, assieme al bassista Peter Palmadahl. Nella primavera 1990 si aggiunse Öhman, e con questa prima formazione il gruppo registrò la cassetta rehearsal-tape Severing Into Shreds, che fu spedita a varie fanzine. Dopo l'aggiunta di un secondo chitarrista, l'ex-Siren's Yell e Nosferatu Mattias Johansson, i Dissection debuttarono dal vivo nell'ottobre 1990 come spalla degli Entombed.
Nel dicembre 1990 entrarono in studio per registrare il loro primo demo ufficiale, che fu pubblicato con il nome di The Grief Prophecy il 14 dicembre 1990, con grafica di copertina realizzata da Necrolord. Il sodalizio con Necrolord ha accompagnato tutta la carriera dei Dissection, tanto che l'artista ha realizzato le copertina di tutte le pubblicazioni della band. Nel gennaio 1991 la formazione si stabilizzò con l'ingresso del secondo chitarrista John Zwetsloot al posto di Johansson. Il debutto con il nuovo chitarrista avvenne in febbraio a Strömstad, mentre The Grief Prophecy aveva già venduto 300 copie nell'underground svedese. Mentre il gruppo continuava ad esibirsi in vari concerti nella costa occidentale della Svezia, il demo fu notato dall'etichetta francese Corpsegrinder Records, che offrì al quartetto un contratto per la pubblicazione di un EP. Nell'aprile 1991, per commemorare la morte di Dead, la band suonò una reinterpretazione di Freezing Moon ad un concerto tenutosi a Falkenberg e ristampò The Grief Prophecy con un artwork realizzato dal cantante dei Mayhem. Nel novembre 1991 Nödtveidt lanciò un altro progetto musicale, i Satanized, assieme al cantante dei Nifelheim Per Alexandersson, al chitarrista Johan Norman e al batterista dei Decameron Tobias Kjellgren. I quattro tuttavia si esibirono dal vivo una sola volta in quello stesso mese e registrarono solo un paio di tracce, che vennero in seguito incluse nella raccolta The Past Is Alive (The Early Mischief).
A settembre la band si recò in studio di registrazione per la realizzazione del primo EP, che fu pubblicato dalla Corpsegrinder Records a dicembre in edizione limitata a 1000 copie con il titolo Into Infinite Obscurity. Fu in questa occasione che il gruppo scelse il suo logo, un tridente infuocato, che venne rappresentato sulle magliette per commercializzare il disco. Sempre a dicembre Nödtveidt e Öhman parteciparono ad un concerto dei Mayhem svoltosi ad Askim, e pare che in quell'occasione il frontman dei Dissection sia stato introdotto all'interno del cosiddetto Black Metal Inner Circle. Nel marzo 1992 vide la luce un secondo demo intitolato The Somberlain, contenente le tracce Cold Winds, Frozen, Mistress of the Bleeding Sorrow e Feathers Fell, seguito nei primi mesi del 1993 da un ulteriore demo contenente una reinterpretazione di Elizabeth Bathori dei Tormentor. I demo furono notati dalla No Fashion Records, con cui il gruppo firmò un contratto per un album. Le registrazioni si svolsero agli Hellspawn/Unisound Studios nel marzo 1993, con la produzione di Dan Swanö, frontman degli Edge of Sanity. L'album fu dedicato a Euronymous, il chitarrista e leader dei Mayhem assassinato in quell'anno.
Dopo essersi trasferiti a Göteborg, i Dissection terminarono la registrazione dell'album, che uscì nel dicembre 1993 con il titolo The Somberlain. Il disco ottenne un ottimo responso da parte della critica e guadagnò alla band un posto di rilievo all'interno della scena di metal estremo europea, entrando nelle classifiche indipendenti svedesi. Nel frattempo Nödtveidt era impegnato in alcuni altri progetti, tra cui i The Black, che pubblicarono il debutto The Priest of Satan nello stesso periodo di The Somberlain, e gli Ophthalamia, che comprendevano anche il cantante degli Abruptum e che esordirono nel 1994 con A Journey in Darkness.

### Il secondo album e l'arresto di Nödtveidt

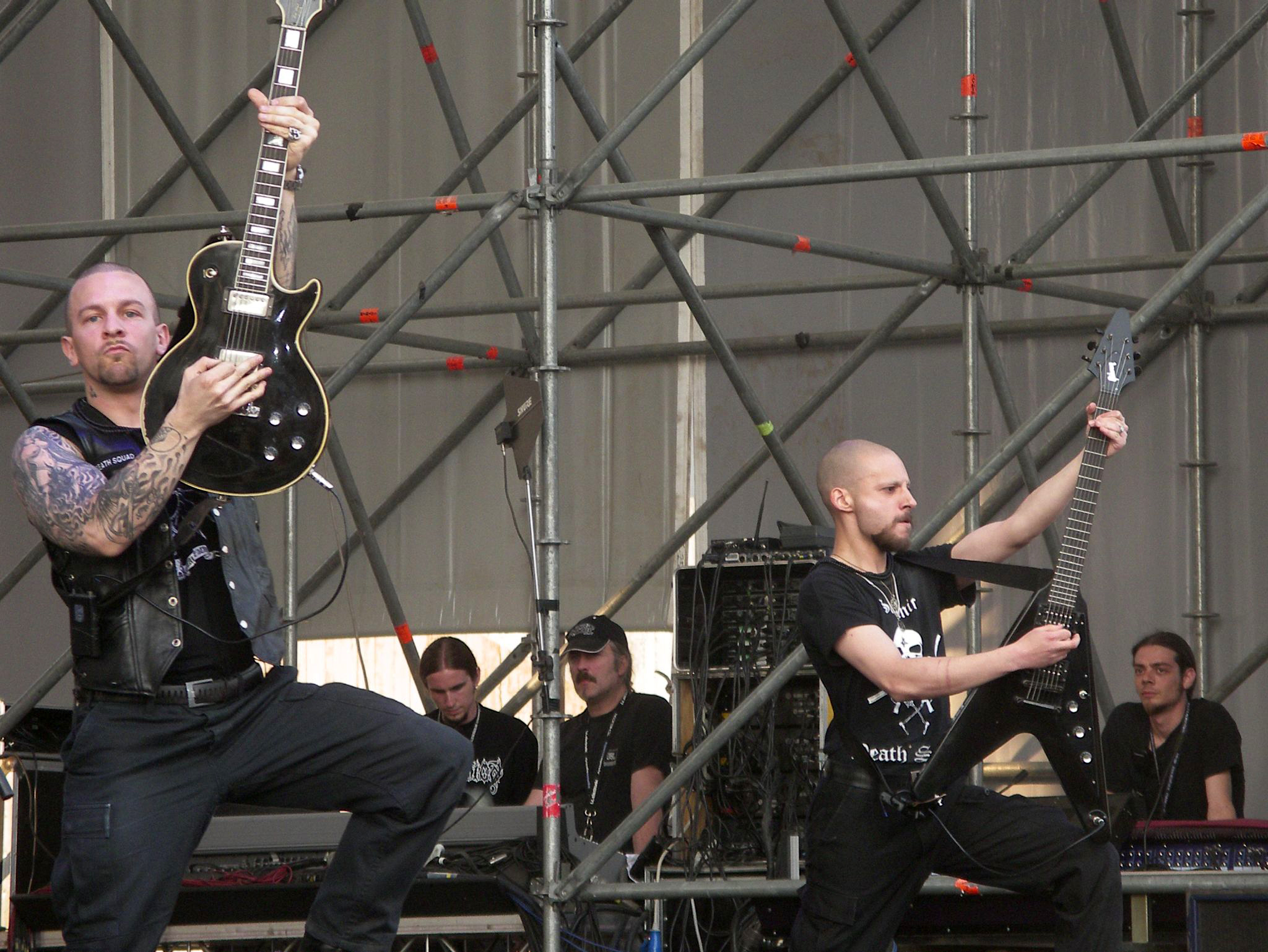
Jon Nödtveidt e Set Teitan

Nei mesi successivi alla pubblicazione di The Somberlain i rapporti tra John Zwetsloot e il resto della band iniziarono a deteriorarsi, dal momento che il chitarrista spesso non si presentava alle prove in studio e prima dei concerti, tanto che alcuni dovettero essere cancellati. Tutto ciò, unito alla mancanza di motivazione di Zwetsloot, costrinsero Nödtveidt a cacciarlo dal gruppo dopo un ultimo concerto tenutosi il 14 aprile a Oslo. Zwetsloot fece in seguito parte di Cardinal Sin e The Haunted, e al suo posto si unì al gruppo Johan Norman, ex Decameron, Satanized e Sacramentum. Pur continuando a provare, esibirsi live e scrivere nuovo materiale per il secondo album, la band era impegnata anche nella scelta di un'etichetta.
Nel novembre del 1994 i Dissection firmarono un contratto con la nota etichetta tedesca Nuclear Blast. Nei mesi successivi il gruppo partecipò a due compilation, W.A.R. Compilation - Volume One, con le due tracce del demo del 1993, e Slatanic Slaughter 1, un tributo agli Slayer, con la cover di Antichrist. Nel frattempo Nödtveidt formò un nuovo progetto parallelo ai Dissection, chiamato Terror, assieme ad Anders Björler, Jonas Björler e Adrian Erlandsson degli At the Gates; tuttavia il gruppo ebbe breve vita e si sciolse dopo aver pubblicato un solo demo. Terminato anche quest'ultimo progetto Nödtveidt raggiunse il resto del gruppo e insieme iniziarono la registrazione del secondo disco, sempre agli Unisound Studios nel marzo 1995.
Dopo aver concluso le sessioni i Dissection partirono per il loro primo tour nel Regno Unito, composto di tre date assieme ai Cradle of Filth. L'estate di quello stesso anno Nödtveidt e Norman si unirono al Misanthropic Luciferian Order, un'associazione satanista le cui idee ebbero in seguito molta influenza sulla musica della band. Il 10 ottobre il gruppo fece da spalla ai Morbid Angel a Göteborg, e in quell'occasione si ebbe il debutto del nuovo batterista, Tobias Kjellgren, ex Satanized, Swordmaster e Decameron. Il precedente batterista Öhman si unì in un primo momento agli Swordmaster, prima di diventare il batterista a tempo pieno degli Ophthalamia. Il secondo album Storm of the Light's Bane fu pubblicato nel novembre 1995 su Nuclear Blast. Il disco ricevette il plauso unanime della critica e consacrò i Dissection come uno dei migliori complessi di metal estremo europei, e fu pubblicizzato con un lungo tour con i Dismember che toccò Germania, Austria, Repubblica Ceca, Svizzera e Svezia. Nel febbraio 1996 i Dissection intrapresero un altro tour in Regno Unito assieme agli At the Gates, prima di sbarcare negli Stati Uniti per alcune date assieme ai Morbid Angel e agli stessi At the Gates. In aprile il gruppo fece il suo ritorno in Europa, dove intraprese un nuovo tour assieme a Satyricon e Gorgoroth, iniziando con un grande concerto alla Rockefeller Arena di Oslo. In aprile vide la luce l'EP Where Dead Angels Lie, inizialmente venduto solo ai concerti e pubblicato per pubblicizzare il tour. Questa lunga serie di tour terminò solo nel 1997, con il Gods of Darkness Tour insieme a Dimmu Borgir, In Flames e Cradle of Filth, che si concluse con un'esibizione al Wacken Open Air. In questa occasione fu registrato il live assieme ai Dimmu Borgir, pubblicato sotto forma di VHS split con il titolo Live & Plugged, Vol. 2. Tuttavia gli incessanti impegni live causarono altre defezioni all'interno della band: Palmdahl lasciò il gruppo e fu sostituito da Emil Nödtveidt, mentre Johan Norman si ritirò dalla scena musicale e non diede sue notizie per parecchi mesi, venendo rimpiazzato da Tobias Kjellgren. Pare che la causa dell'improvvisa sparizione di Norman sia stato il timore di una persecuzione nei suoi confronti da parte del Misanthropic Luciferian Order, che aveva deciso di abbandonare.
Durante una breve pausa dall'attività live Nödtveidt formò un nuovo progetto, i De Infernali, assieme a Damien dei Midvinter, con cui pubblicò un unico disco, Symphonia De Infernali. A questo punto l'unico componente rimasto nella formazione era il frontman Nödtveidt, che non si perse d'animo e reclutò una nuova formazione programmando la registrazione di un terzo album allo Studio Fredman. Tuttavia, a dicembre, Jon Nödtveidt fu arrestato per complicità nell'omicidio di Josef Ben Meddaour, un omosessuale algerino trentottenne di Göteborg. Fu dichiarato colpevole nel novembre 1998 e fu trasferito alla prigione di massima sicurezza di Kumla, in attesa della destinazione definitiva. In seguito fu trasferito alla prigione di Tidaholm, vicino a Göteborg, una delle più dure di tutta la Svezia, dove continuò ad esercitarsi con la chitarra acustica e approfondì i suoi studi esoterici. Durante tutta la sua permanenza in prigione, Nödtveidt rifiutò di rilasciare interviste e si concentrò invece sulla scrittura di nuovo materiale e sul miglioramento di alcuni abbozzi, in totale undici tracce che sarebbero in seguito andate a formare il terzo album di studio. Durante il periodo di permanenza del frontman in prigione, la Necropolis Records pubblicò una raccolta intitolata The Past Is Alive (The Early Mischief), che comprendeva i primi demo della band oltre a un paio di tracce dei Satanized, side project di Nödtveidt. Dopo che Nödtveidt ebbe partecipato come paroliere al disco dei Diabolicum The Dark Blood Rising nel 2001, iniziarono a circolare le prime voci su una possibile reunion della band nel 2003, di cui avrebbe dovuto far parte Bård Faust Eithun, ex Emperor e Thorns, il quale pure si trovava in prigione per omicidio. Nel 2003 ci fu la pubblicazione del primo live della band, Live Legacy, registrato al Wacken Open Air 1996, che contribuì a tenere alto l'interesse verso la band. Verso la fine del 2003 Eithun lasciò la band in quanto non interessato alla filosofia satanica del gruppo mentre Nödtveidt voleva che tutti i membri della band ne fossero coinvolti . Nonostante la separazione però tra Eithun e Nödtveidt rimase comunque stima reciproca.

### Reunion, scioglimento e suicidio di Nödtveidt

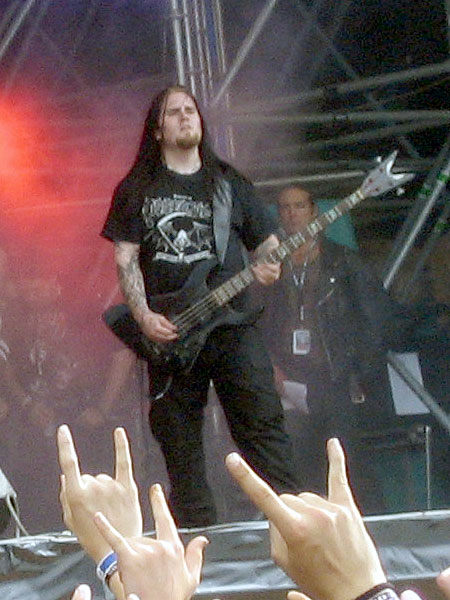
Haakon Forwald nel 2005

Sei mesi dopo, il 6 settembre 2004, Nödtveidt fu rilasciato e furono annunciate alcune date in Regno Unito a dicembre assieme ai Watain.
Nödtveidt dichiarò: 
(Jon Nödtveidt)

La nuova formazione ufficiale comprendeva alcuni nomi noti della scena black mondiale, ossia Set Teitan di Aborym e Bloodline alla chitarra, Brice Leclerq di Nightrage e Infernal al basso e Thomas Asklund dei Dark Funeral alla batteria. I riscontri di pubblico furono positivi, tanto che il concerto di reunion dovette essere spostato alla Lilla Arenan di Stoccolma a causa della crescente richiesta di biglietti. Durante il lasso di tempo, il gruppo pubblicò l'EP Maha Kali, venduto solo ai concerti o attraverso il sito ufficiale, che raggiunse la posizione numero 50 nelle classifiche svedesi. Il 17 novembre suonarono a Budapest con i Tormentor, gli Aborym e Attila Csihar come ospiti durante l'esecuzione di Elizabeth Batori e Freezing Moon. Qualche mese dopo Dave Mustaine, frontman dei Megadeth, cancellò l'esibizione della band dal Metalist Festival da svolgersi in Israele, a causa della sua conversione al cristianesimo e del suo conseguente rifiuto di suonare assieme a band sataniste. Nödtveidt definì Mustaine un "codardo" e aggiunse, rivolgendosi direttamente al frontman dei Megadeth: 

Il bassista Brice Leclerq lasciò improvvisamente il gruppo pochi giorni prima dell'esibizione all'Undead Festival in Ungheria. La band si esibì con le linee di basso pre-registrate, e il rimpiazzo fu trovato poco dopo con Haakon Nikolas Forwald, che aveva già fatto parte di Myrkskog, Slavia, Koldbrann e Disiplin e del Misantrophic Luciferian Order fondato da Nödtveidt e Norman. A settembre il gruppo sbarcò in Sudamerica per una serie di concerti, ma quelli in Venezuela e Cile furono annullati perché, secondo la band, il promoter non aveva rispettato gli obblighi contrattuali. Al ritorno in Svezia i Dissection si concentrarono sulla registrazione del terzo album in studio, che fu registrato ai Black Syndicate Studios con Emil Nödtveidt dei Deathstars e Skinny Kangur come produttori. In novembre Forwald lasciò la band, presumibilmente per concentrarsi sui suoi studi esoterici, e fu sostituito da Erik Danielsson. Nödtveidt negò le voci su un possibile scioglimento e dichiarò: 

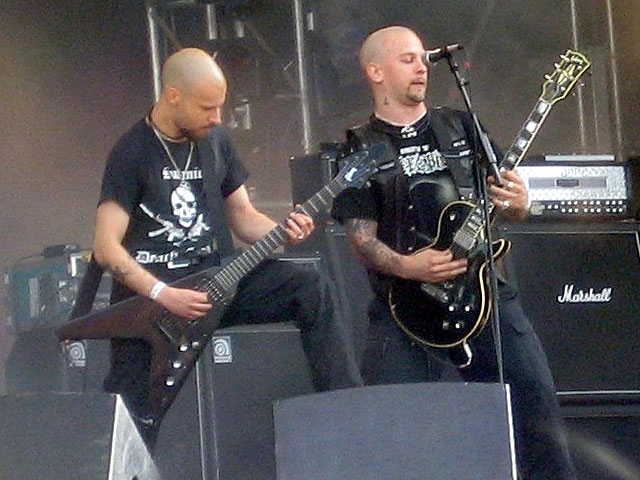
Nödtveidt e Set Teitan al Wacken Open Air 2005

Reinkaos, il terzo album della band, vide la luce il 30 aprile 2006 su Black Horizon Music.
Il 22 maggio Nödtveidt annunciò la fine dei Dissection, dichiarando: 
A giugno la The End Records iniziò la ristampa di The Somberlain e Storm of the Light's Bane con l'aggiunta di bonus track con il demo The Grief Prophecy, e gli EP Into Infinite Obscurity e Where Dead Angels Lie. Furono programmati alcuni concerti d'addio, uno in Svezia, uno in Israele e alcuni negli Stati Uniti, il 1º settembre alla House of Blues di West Hollywood e il 6 settembre al B.B. King Blues Club di New York. Il primo concerto si tenne il 24 giugno a Stoccolma; venne registrato e da esso venne tratto il DVD Rebirth of Dissection. Il concerto in Israele venne cancellato, così come quelli negli Stati Uniti, poiché era stato negato il lasciapassare a Nödtveidt a causa della sua condanna per complicità in omicidio.

Il 16 agosto 2006 Nödtveidt si suicidò sparandosi un colpo di pistola in testa nel suo appartamento a Stoccolma. I giornali riferirono che attorno al suo corpo furono trovati un cerchio di candele e una copia della Bibbia Satanica di Anton LaVey. Il chitarrista Set Teitan ha in seguito smentito quest'ultimo particolare, dichiarando che si trattava di un grimorio satanico, in quanto Nödtveidt disprezzava LaVey e la Chiesa di Satana. La sua morte ha messo fine all'attività del gruppo. Gli altri componenti fecero una dichiarazione congiunta: 
Nel 2021 la Darkness Shall Rise Productions pubblica un cofanetto, limitato a 1.500 copie numerate, di 19 audiocassette contenente tutto il materiale, già edito e non, prodotto da Nödtveidt con il gruppo.

## Formazione

### Ultima formazione
- Jon Nödtveidt - voce, chitarra (1989-2006)
- Set Teitan - chitarra (2004-2006)
- Bryce LeClercq - basso (2004-2005, 2006)
- Tomas Asklund - batteria  (2004-2006)

### Ex componenti
- Ole Öhman - batteria (1990-1995)
- Peter Palmdahl - basso (1989-1997)
- Hakon Nikolas Forwald - basso (2005)
- Tobias Kjellgren - batteria (1995-1997)
- John Zwetsloot - chitarra (1991-1994)
- Johan Norman - chitarra (1994-1997)

### Turnisti
- Emil "Night" Nödtveidt - basso (1997)
- Mattias "Mäbe" Johansson - chitarra (1990-1991)
- Erik Danielsson - basso (2005-2006)

## Discografia

### Album in studio
- 1993 - The Somberlain
- 1995 - Storm of the Light's Bane
- 2006 - Reinkaos

### EP
- 1991 - Into Infinite Obscurity
- 1996 - Where Dead Angels Lie
- 2004 - Maha Kali

### Raccolte
- 1997 - The Past Is Alive (The Early Mischief)
- 2021 - I Am the Great Shadow

### Album dal vivo
- 2003 - Live Legacy
- 2009 - Live in Stockholm 2004
- 2010 - Live Rebirth

### Singoli
- 2006 - Starless Aeon

### Split
- 1996 - Where Dead Angels Lie/Bastard Saints (con i Sinister)

### Demo
- 1990 - The Grief Prophecy
- 1992 - The Somberlain
- 1993 - Promo '93
- 2005 - Promo 2005

## Videografia

### VHS
- 1997 - Live & Plugged, Vol. 2

### DVD
- 2006 - Rebirth of Dissection